# Greenwich
Greenwich (AFI: [ˈgrɛnɪtʃ]) é um distrito no bairro de Greenwich, na Região de Londres, na Inglaterra. É famoso por lá se situar o Observatório Real de Greenwich a partir do qual é definido o Meridiano de Greenwich, onde por definição a longitude é 0º 0' 0" E/W, e que serviu de base para a definição do tempo médio de Greenwich (GMT).
Dispõe de numerosos pontos de interesse turístico, como o Observatório Real, onde estão expostos instrumentos científicos como os cronómetros de John Harrison, a Queen's House, o navio Cutty Sark e o Parque de Greenwich. Perto do navio Cutty Sark, há um túnel subterrâneo que liga Greenwich à Isle of Dogs. Não muito longe, existe a Millennium Dome.

## Greenwich Marítimo
Greenwich Marítimo é um conjunto histórico marítimo localizado no distrito de Greenwich, que foi declarado patrimônio da humanidade pela UNESCO em 1997, em razão da grande concentração e qualidade dos prédios históricos e de interesse arquitetural.

## História
Greenwich foi a localização do Palácio de Placentia, lugar de nascimento de três monarcas da Inglaterra: Henrique VIII, Maria I e Isabel I. O palácio foi demolido e substituído pelo Hospital de Greenwich, atual Velho Real Colégio Naval (The Old Royal Naval College) no final do século XVII.